# Mastodonte
Cet article possède un paronyme, voir Mastodon.
Taxons concernés
Les espèces des familles suivantes :
- † Palaeomastodontidae
- † Mammutidae
- † Gomphotheriidae
- † Stegodontidaemodifier

Les mastodontes sont un groupe composite de proboscidiens ayant vécu au Tertiaire et aujourd'hui éteints. Au sens strict, il s'agit des espèces de la famille des Mammutidae — qui ne doivent pas être confondus avec les vrais mammouths (Mammuthus), qui appartiennent à la famille des Elephantidae —, mais au sens large les espèces éteintes d'autres familles (Gomphotheriidae, Stegodontidae, voire Palaeomastodontidae) sont aussi désignées par ce terme.
Le terme a été forgé par Cuvier à partir des mots grecs mastos (mamelle) et odous, -ontos (dent) en raison des molaires mamelonnées de ce fossile.

## Morphologie

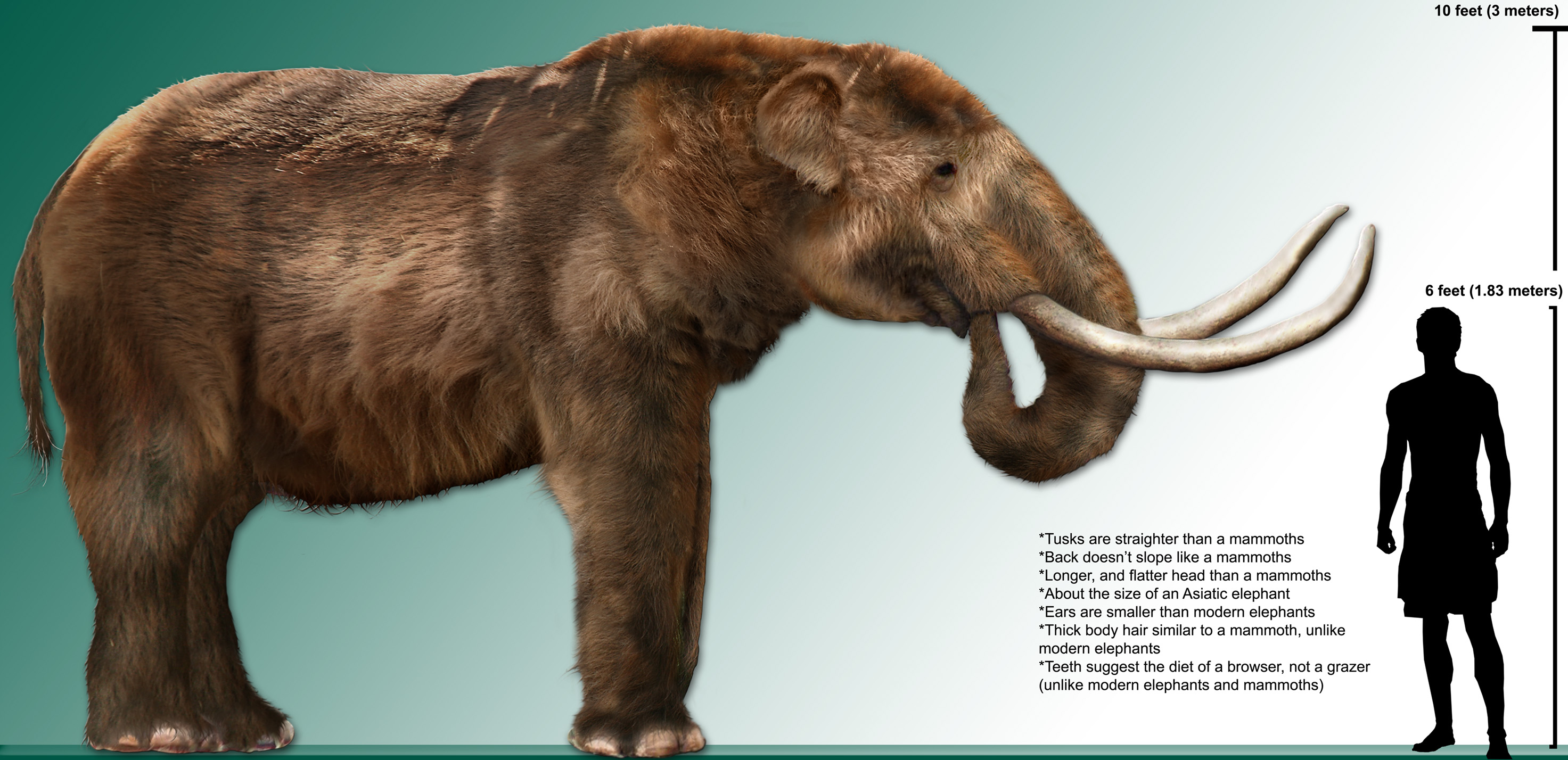
Reconstitution du M. americanum

Les mastodontes avaient des incisives allongées en défenses non seulement à la mâchoire supérieure, mais aussi à la mâchoire inférieure. Ils ont reçu leur nom en raison de leurs molaires caractérisées par des rotondités, qui, vues de côté, rappellent des poitrines de femme. Au contraire, les mammouths et les « éléphants véritables » (y compris Primelephas qui avait encore quatre défenses), possèdent des dents composées de lamelles transversales qui leur permettent de broyer les herbes.
Les mastodontes avaient le corps plus long que les éléphants modernes et ils étaient plus bas sur pattes.

## Évolution
Les premiers mastodontes sont apparus il y a environ 30 millions d'années, la forme la plus ancienne étant le paléomastodonte. Il possédait un nez et une lèvre supérieure qui se prolongeaient en forme de trompe ainsi que de courtes défenses.
Les mastodontes se sont répandus au cours des 25 millions d'années suivantes dans le monde entier, sauf l'Australie. On connait les genres Mammut, Gomphotherium, Anancus et Stegodon.
L'évolution vers ce qu'on appelle les « éléphants véritables » a commencé il y a environ 12 millions d'années avec Primelephas (selon d'autres avec Stegolophodon). Celui-ci possédait encore les quatre défenses typiques des mastodontes, mais déjà aussi les dents à lamelles que l'on trouve chez les éléphants actuels.

## Sur le continent américain

### Mastodonte américain
Le Mastodonte d'Amérique (Mammut americanum), mesure 1 mètre de moins que le mammouth, soit plus de 3 mètres de haut. Il possède d'énormes défenses courbes, mais elles ne sont pas aussi courbées que celle du mammouth. Le mastodonte d'Amérique habitait exclusivement l'Amérique du Nord, et surtout l'est, où il trouvait un habitat favorable dans les forêts d'épinettes denses. Les mastodontes mangeaient probablement des rameaux et des cônes de conifères, des feuilles et des plantes herbacées et palustres. Leur poil d'un brun rougeâtre était assez grossier.
Des chercheurs américains ont découvert qu'ils étaient capables de se battre entre eux à mort, comme le prouvent des morceaux de crâne broyés qu'on a retrouvés.
Ils ont survécu à la période glaciaire tout entière (les deux derniers millions d'années) et ont disparu il y a environ 9 000 ans.
Un ADN de mastodonte a été découvert au Groenland. Ces traces génétiques, datées de deux millions d'années, sont les plus vieilles jamais observées. Elles ont été prélevées dans les sols gelés de l'Arctique.

Dents de mastodonte américain
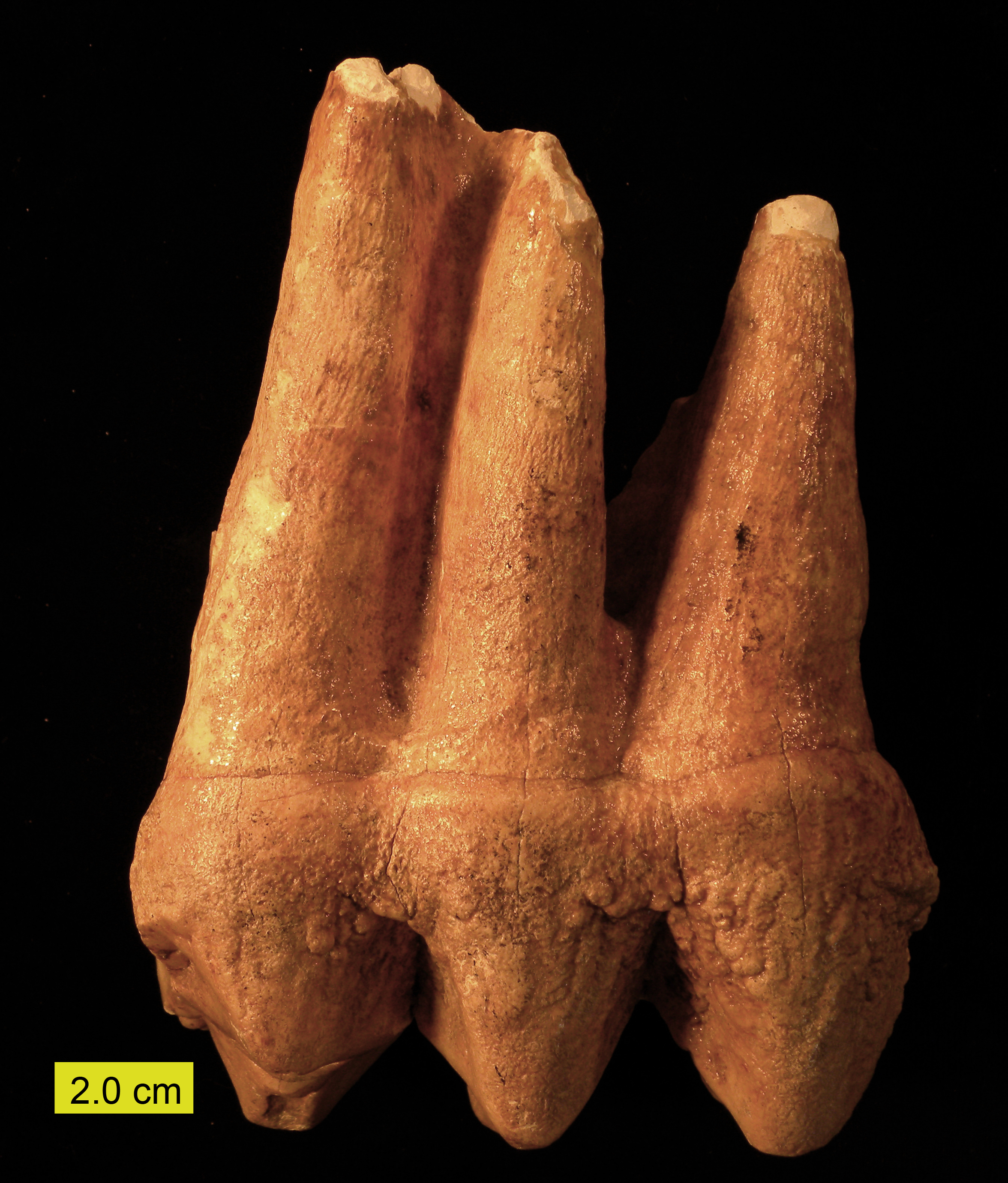
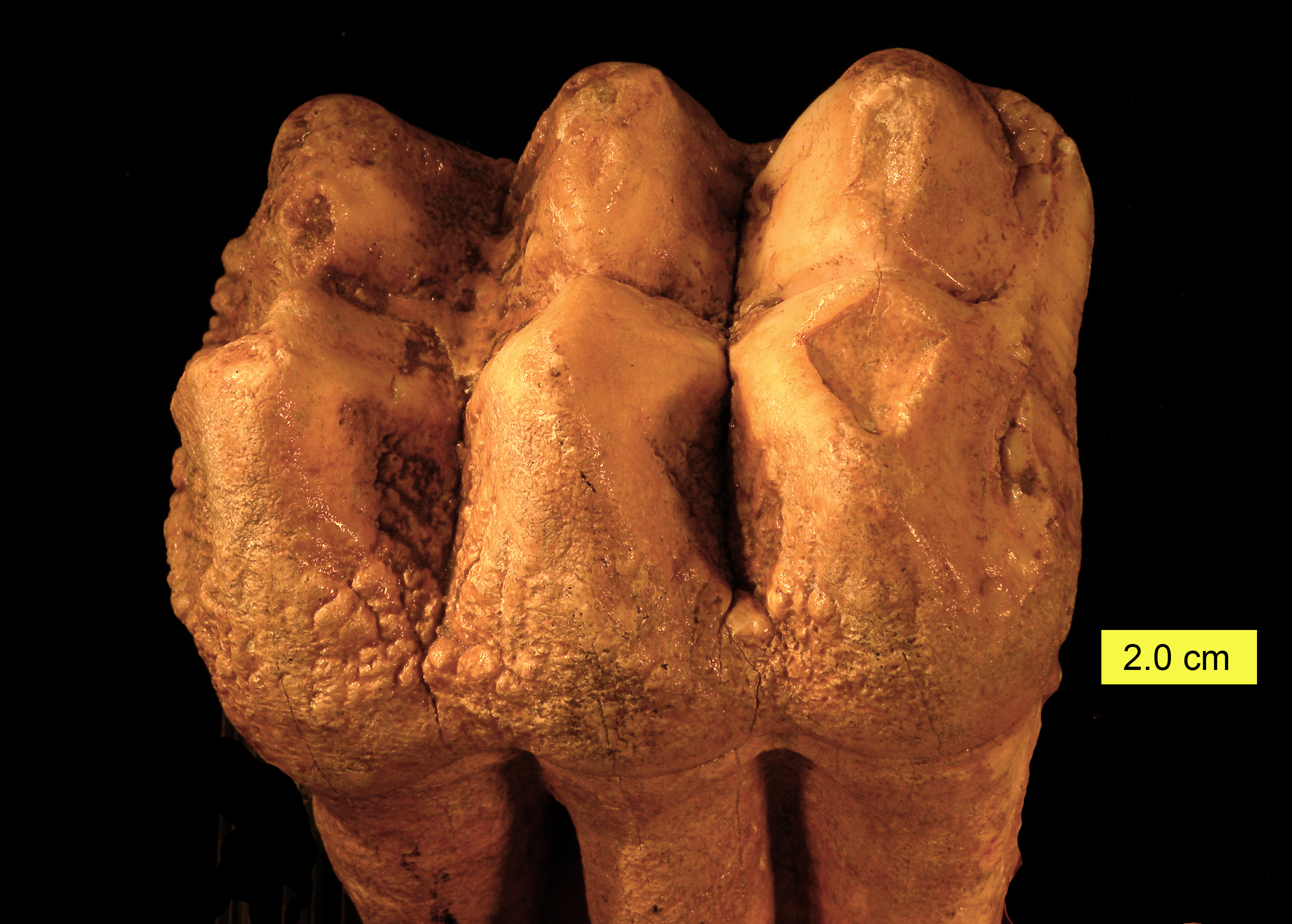

### Gomphothères
Originaires d'Afrique, les Gomphothères (Gomphotheriidae) se sont répandus en Asie et en Europe. Ils auraient atteint l'Amérique du Sud au Pléistocène avant de disparaître.
On a ainsi retrouvé des fossiles d'Haplomastodon, de la famille des gomphothères, à Los Patios en Colombie (Norte de Santander), dans le bassin du río Guasare au Venezuela (Zulia), dans la province de Corrientes, au sud de l'Argentine, ainsi qu'en Équateur, au Pérou, en Bolivie. Endémique d'Amérique du Sud, l'Haplomastodon aurait vécu au moins de 780 000 ans à 12 000 ans av. J.-C.

## Autres proboscidiens
Il y a environ deux millions d'années, le monde était peuplé par une grande variété de mastodontes, de deinothériums (un autre groupe de proboscidiens fossiles qui portaient des défenses orientées vers le bas et partant de la mâchoire inférieure) et d'éléphants véritables (l'éléphant antique). On trouvait aussi des éléphants nains, surtout dans les îles du Sud-Est asiatique et de la Méditerranée, avec une hauteur au garrot d'un mètre environ.
Actuellement il ne subsiste que trois espèces de proboscidiens : l'éléphant d'Afrique (Loxodonta africana), l'éléphant de forêt (Loxodonta cyclotis) et l'éléphant d'Asie (Elephas maximus), cette dernière espèce comptant une sous-espèce naine, l'éléphant de Bornéo (Elephas maximus borneensis).

## Sources
- (de) Cet article est partiellement ou en totalité issu de l’article de Wikipédia en allemand intitulé « Mastodonten » (voir la liste des auteurs).